# Tomba del Littore
La tomba del Littore è un'antica sepoltura etrusca situata nella necropoli di Vetulonia, nei pressi dell'omonimo centro abitato del comune di Castiglione della Pescaia.

## Storia e descrizione
La tomba, databile al VII secolo a.C., venne rinvenuta dall'archeologo Isidoro Falchi nel 1898 nei pressi della necropoli degli Acquitrini. La denominazione è dovuta alla presenza, tra le numerose suppellettili del corredo funebre restituito, di un fascio littorio di circa 60 centimetri, composto da lamine di metallo che racchiudevano un'ascia bipenne.
Tutti i reperti sono conservati al Museo archeologico nazionale di Firenze.